# An Béal Bocht
An Béal Bocht [ən̪ bʲeːl̪ bɔxt] (irisch für „der arme Mund“) ist ein satirischer Roman, den der irische Schriftsteller Brian Ó Nualláin 1941 unter dem Pseudonym „Myles na gCopaleen“ in irischer Sprache veröffentlichte. Die englische Übersetzung (The Poor Mouth) nennt ebenso wie die deutsche Ausgabe (Das Barmen, auch erschienen als Irischer Lebenslauf) als Autor „Flann O’Brien“, also das Pseudonym, unter dem Ó Nualláin seine vier Romane in englischer Sprache veröffentlichte.

## Inhalt

### Erzählsituation
An Béal Bocht ist vorgeblich die von Myles na gCopaleen edierte Autobiographie eines gewissen Bónapárt Ó Cunasa, bedient sich also einer Herausgeberfiktion und wird so über zwei Erzählinstanzen vermittelt. In einem  Geleitwort (datiert auf den „Tag des Mangels, 1941“) erklärt Myles, Bónapárt habe sie im Gefängnis selbst verfasst und befinde sich noch immer dort, sicher vor den „Widrigkeiten des Lebens“. Seine Erzählung werde im Folgenden unverändert wiedergegeben, „wenn man davon absieht, dass weite Strecken des Originals aus Gründen des Platzmangels und weil ferner unpassende Themen darin ihren Niederschlag gefunden hatten, ausgelassen wurden“. In Bónapárts Ich-Erzählung tritt Myles nur mit einigen editorischen Glossen in Erscheinung. Der dritten Ausgabe (erschienen am „Tag des Untergangs, 1964“) fügte Ó Nualláin alias Myles ein weiteres Vorwort hinzu, in dem er auf die Reaktionen anspielt, die der Roman zwei Jahrzehnte zuvor hervorrief.

### Handlung
In neun kurzen Kapiteln schildert Bónapárt seine ersten 29 Lebensjahre in der fiktiven Gaeltacht Corca Dhorcha, ein Ort, an dem es nachts immer und tagsüber meistens regnet. Von seinem Vater weiß er nur, dass er „im Hafen“ ist, und so lebt er mit seinem Großvater, genannt der „Alte-Knabe“ (an Seanduine Liath), seiner Mutter sowie einigen übelriechenden Schweinen wie alle Gälen „in einem kleinen kalkweißen, ungesunden Haus, das in einer Ecke der Schlucht gelegen war“, und wie alle Gälen verbringt die Familie ihre Zeit damit, Kartoffeln zu essen, über den Regen zu klagen und sich vor der nächsten Hungersnot und sagenhaften Ungeheuern wie dem „Meerkater“ (cat mara) zu fürchten. 
Im dritten Kapitel schildert Bónapárt seinen ersten und einzigen Schultag. Da er nur Irisch versteht, weiß er keine Antwort auf die Frage des Schulmeisters, was sein Name sei (Phwat is yer nam?), wird geschlagen und darüber in Kenntnis gesetzt, dass sein Name „Jams O’Donell“ laute. Da dies allen gälischen Knaben an ihrem ersten Schultag ebenso ergeht, heißen die meisten Einwohner Corca Dhorchas Jams O’Donnell. Dies bringt Bónapárt zwischenzeitlich auf den Gedanken, dass Jams O’Donell sein Vater sein müsse, überhaupt ein „wahrer Wundermann, wenn man die Anzahl der Kinder bedenkt, die er hat“. Von den „genauen Umständen des Lebens“ versteht er nämlich nur wenig, mit Hilfe des Alten-Knaben findet er aber im sechsten Kapitel eine Braut, die „im Kochen von Kartoffeln gut bewandert“ war und wird zu seiner großen Überraschung auch Vater, doch sterben Frau und Kind noch im selben Kapitel, denn dies ist für alle Gälen „das Schicksal, das sie von ihrem ersten Tage erwartet. Auf große Lustbarkeit folgt Kummer, und gutes Wetter hält nie ewig an.“ Nur wenige Besucher verirren sich nach Corca Dhorcha. Im vierten Kapitel fallen jedoch ganze Heerscharen von Gaedhilgeoirí („Irischsprecher“) über das Dorf herein, also englischsprachige, aber vom gälischen Gedanken begeisterte Iren aus der Stadt, und veranstalten auf Anregung des Alten-Knaben ein feis, also ein Fest zur Pflege des gälischen Brauchtums. Die gälischen Burschen, die in der Nacht das Podium errichteten, opfern dabei ihr Leben „im Dienste der gälischen Sache“, da sie nach den Regengüssen jener Nacht geschwächt dahinschieden, weitere Teilnehmer verhungern bei den langen Reden der aus Dublin und Galway angereisten Honoratioren, andere fallen erst bei den anschließenden traditionellen gälischen Volkstänzen tot um. 
Die Weisheit des Alten-Knaben, dass es keinem gut bekomme, lange ohne eine Kartoffel auskommen zu müssen, bewahrheitet sich im Falle von Sitric Ó Sánasa, dessen Geschichte im siebenten Kapitel geschildert wird. Er ist so arm, dass er sich von Torf ernähren muss, und sich schließlich dafür entscheidet, mit den Seehunden in einer Grotte am Meeresstrand zu leben, wo zumindest die Fische zahlreich sind. Im achten Kapitel regnet so lange ohne Unterlass, dass alle Kartoffeln von den Äckern gespült werden und die Fische auf die Straßen schwimmen, sodass Bonapart fürchtet, zu ertrinken. Da entsinnt er sich der alten irischen Sage von Maoldún Ó Pónasa, der sich bei der ersten Sintflut mit einem Boot auf den Gipfel des heute „Hungerfeim“ genannten Berg gerettet habe. Bonapart erklimmt den Berg und trifft dort auf Ó Pónasa selbst: Er sitzt regungslos in einer von einem warmen Feuer erleuchteten Grotte, in der Ströme von Whiskey aus dem Fels quellen, und bewacht einen Goldschatz. Als Ó Pónasa unvermittelt auf Mittelirisch zu sprechen beginnt (seine Erzählung handelt von einem Mann, der einst in einem kleinen, kalkweißen Haus in der Ecke der Schlucht wohnte), rafft Bonapart erschrocken einiges an Gold zusammen und wandert durch den strömenden Regen zurück zu seinem Haus in der Ecke der Schlucht. Kurz darauf wird er verhaftet und bezichtigt, das Geld bei einem Raubmord erbeutet zu haben. In einem Prozess, der auf Englisch abgehalten und ihm daher vollkommen unverständlich ist, wird er zu 29 Jahren Haft verurteilt. Auf dem Weg ins Gefängnis begegnet er einem alten Mann, der ihm seltsam bekannt vorkommt; als dieser sich als Jams O’Donell zu erkennen gibt, geht Bónapárt auf, dass es sich um seinen Vater handelt, der nun nach 29 Jahren aus der Haft entlassen wurde.

### Ausgaben
- Myles na gCopaleen: An Béal Bocht, nó, An milleánach: Droch-sgéal ar an droch-shaoghal. An Preas Náisiúnta/National Press, Baile Átha Cliath/Dublin 1941.
- Flann O’Brien: The Poor Mouth: A Bad Story about the Hard Life. Englisch von Patrick C. Power. Hart-Davis, MacGibbon, London 1973. Neuausgabe: Dalkey Archive Press, Champaign IL 1996. ISBN 1564780910
- Flann O’Brien: Das Barmen. Eine arge Geschichte vom harten Leben. Deutsch von Harry Rowohlt. Suhrkamp, Frankfurt am Main 1977 (= Bibliothek Suhrkamp, Bd. 529). ISBN 351801529X
- Flann O’Brien: Irischer Lebenslauf. Eine arge Geschichte vom harten Leben. Deutsch von Harry Rowohlt. Suhrkamp, Frankfurt am Main 1984, ISBN  	3-518-37486-9
- Flann O’Brien: Irischer Lebenslauf. Eine arge Geschichte vom harten Leben. Deutsch von Harry Rowohlt. Suhrkamp, Frankfurt am Main 1992, ISBN  	 	3-518-38686-7
- Flann O’Brien: Das Barmen. Eine arge Geschichte vom harten Leben. Deutsch von Harry Rowohlt. Volk und Welt, Berlin 1983
- Flann O’Brien: Das Barmen. Eine arge Geschichte vom harten Leben. Deutsch von Harry Rowohlt. Kein und Aber, Zürich 2005, ISBN 3-03-695132-6
- Flann O’Brien: Das Barmen. Eine arge Geschichte vom harten Leben. Deutsch von Harry Rowohlt. Heyne, München 2007, ISBN 978-3-453-81066-2
- Flann O’Brien: Das Barmen. Eine arge Geschichte vom harten Leben. Deutsch von Harry Rowohlt. Kein und Aber, Zürich 2011, ISBN 978-3-03-695615-2

### Sekundärliteratur
- M. Keith Booker: Flann O’Brien, Bakhtin, and Menippean Satire. Syracuse University Press, Syracuse NY 1995. ISBN 0815626657
- Jane Farnon: Motifs of Gaelic Lore and Literature in An Béal Bocht. In: Ann Clune und Tess Hurson (Hrsg.): Conjuring Complexities: Essays on Flann O’Brien. Institute of Irish Studies, The Queen’s University of Belfast, Belfast 1997. S. 89–110. ISBN 0853896755
- Britta Irslinger: An Béal Bocht und Cruiskeen Lawn von Myles na gCopaleen: Konzeption und Gestaltung. In: Erich Poppe (Hrsg.): Keltologie heute. Themen und Fragestellungen. Akten des 3. Deutschen Keltologensymposiums, Marburg, März 2001. Nodus, Münster 2004. S. 239–258. ISBN 3-89323-616-3
- Declan Kiberd: Inventing Ireland: The Literature of the Modern Nation. Jonathan Cape, London 1995. ISBN 0224041975
- Sarah McKibben: An Béal Bocht: Mouthing Off at National Identity. In: Éire/Ireland 38:1–2, 2003. S. 37–53.
- Breandán Ó Conaire: Myles na Gaeilge: Lámhleabhar ar Shaothar Ghaeilge Bhrian Ó Nualláin. An Clóchomhar Tta, Baile Átha Cliath 1986.
- Brian Ó Conchubhair: An Béal Bocht and An tOileánach: Writing on the Margin-Gaelic Glosses or Postmodern Marginalia? In: Review of Contemporary Fiction 31:3, 2011. S. 191–204.
- Thierry Robin: Satire et enfermement dans "The Poor Mouth" de Flann O’Brien. In: Les Cahiers du CEIMA 6, 2010. S. 99–118.
- Carol Taaffe: Ireland through the Looking-Glass: Flann O’Brien, Myles na gCopaleen and Irish Cultural Debate. Cork University Press, Cork 2008. ISBN 1859184421
- Iwan Wmffre: An Béal Bocht: A Critique of Irish Nationalism, Irish-language Literature and the People of the Gaeltacht? In: Jan Erik Rekdal und Ailbhe Ó Corráin (Hrsg.): Proceedings of the Eighth Symposium of Societas Celtologica Nordica. Acta Universitatis Upsaliensis, Uppsala 2007, S. 275–284. ISBN 978-91-554-7049-4
- Donna I. Wong: Following the Law of the Letter: Myles na gCopaleen’s An Béal Bocht. In: New Hibernia Review/Iris Éireannach Nua 4:3, 2000. S. 93–106.